# Leselidse
Leselidse (rus. Гечрипш) este o localitate urbană din republica autonomă Abhazia, Georgia. Ea este situat pe malul Mării Negre, la 14 km de Gagra.